# کاروانسرای صفوی سجزی
کاروانسرای صفوی سجزی مربوط به دوره صفوی است و در سجزی، داخل شهر واقع شده و این اثر در تاریخ ۱۷ خرداد ۱۳۷۹ با شمارهٔ ثبت ۲۷۰۰ به‌عنوان یکی از آثار ملی ایران به ثبت رسیده‌است.

## اطلاعات مکتوب
ماکسیم سیرو، مجموعه نفیس راه‌های باستانی ناحیه اصفهان این کاروانسرا را معرفی و بخش‌هایی از آن را توصیه کرده‌است،
برخلاف روایت‌های محلی که این بنا را به مانند بسیاری از نمونه‌های مشابه آن را به شاه عباس نسبت دادند ماکسیم سیرو معتقد است ساخت این بنا به احتمال زیاد به دوران قبل از شاه عباس و مربوط دوران شاه اسماعیل دوم است.